# 어도비 플래시 빌더
어도비 플래시 빌더(Adobe Flash Builder, 이전 이름: 어도비 플렉스 빌더/Adobe Flex Builder)는 리치 인터넷 애플리케이션 (RIA)와 크로스 플랫폼 응용 소프트웨어(특히 어도비 플래시 플랫폼)의 빠른 개발을 도와주는 이클립스 플랫폼에서 작성된 통합 개발 환경 (IDE)이다. 현재는 어도비 크리에이티브 클라우드에서 무료로 다운로드하여 사용할 수 있다.
어도비 플래시 빌더는 MXML, 액션스크립트를 위한 내장 코드 편집기, 그리고 MXML 애플리케이션을 수정하기 위한 위지위그 편집기를 제공한다. 어도비 플래시 빌더는 상호 작용적인 디버거를 포함하고 있으며 이로 말미암아 개발자들이 변수를 검사하고 수식을 감시하는 동안 단계별로 코드를 실행할 수 있다. 플렉스 빌더 3에는 성능 분석 지원이 추가되었다. 프로파일링 보기에서는 함수 호출 실행 시간과 더불어 메모리 사용에 대한 통계 정보가 나타난다.
버전 4 이전에는 "플렉스 빌더"(Flex Builder)라는 이름을 제품에 사용하였다. 어도비 플래시 빌더로의 제목 변경은 어도비 플래시 플랫폼의 다른 제품과의 연계, 또 플렉스 SDK와 IDE 간의 명확한 구별을 의미한다.